# Naval Postgraduate School
La Naval Postgraduate School (NPS) est une école publique d'études supérieures gérée par la marine américaine et située à Monterey, en Californie. Elle délivre des masters, des doctorats et des certificats. Fondée en 1909, l'école offre également des possibilités de bourses de recherche au niveau postdoctoral dans le cadre du programme de bourses de recherche du Conseil national de la recherche des académies nationales.

## Histoire
Le 9 juin 1909, le secrétaire de la Marine George von Lengerke Meyer signe l'ordre général n° 27, établissant une école de génie maritime à Annapolis, dans le Maryland.
Le 31 octobre 1912, Meyer signe l'ordre général de la marine n° 233, qui rebaptise l'école en Postgraduate Department of the United States Naval Academy. L'ordre établit des programmes d'études en artillerie, en génie électrique, en radiotélégraphie, en construction navale et en génie civil et poursuit le programme de génie maritime.
Pendant la Seconde Guerre mondiale, l'amiral Ernest King, chef des opérations navales et commandant en chef des flottes de l'Atlantique et du Pacifique, a créé une commission chargée d'examiner le rôle de l'enseignement supérieur dans la marine. En 1945, le Congrès a adopté une loi visant à faire de l'école un établissement d'enseignement supérieur entièrement accrédité et délivrant des diplômes. Deux ans plus tard, le Congrès a adopté une loi autorisant l'achat d'un campus indépendant pour l'école.

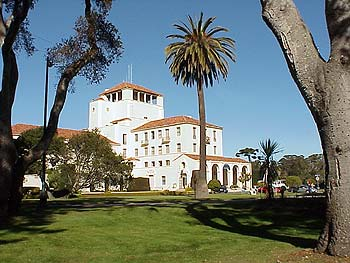
Herrmann Hall

Une équipe de révision d'après-guerre, qui avait examiné 25 sites dans tout le pays, avait recommandé l'ancien hôtel Del Monte (en) à Monterey comme nouveau siège de l'école supérieure. Pendant la Seconde Guerre mondiale, la marine avait loué les installations, d'abord pour une école de formation avant vol, puis pour une partie du programme de formation en électronique. Les négociations avec la Del Monte Properties Company ont abouti à l'achat de l'hôtel et de 2,54 km2 de terrain environnant pour 2,13 millions de dollars (
27 millions de dollars actuels).
L'école de troisième cycle a déménagé à Monterey en décembre 1951. Aujourd'hui, l'école compte plus de 40 programmes d'études, dont des programmes de maîtrise et de doctorat très réputés en gestion, en affaires de sécurité nationale, en génie électrique et informatique, en génie mécanique et astronautique, en ingénierie des systèmes, en ingénierie des systèmes spatiaux et des satellites, en physique, en océanographie, en météorologie et dans d'autres disciplines, tous axés sur les applications militaires.